# Стево Докмановић
Стево Докмановић (Плашки, 25. мај 1925 — Београд, 3. фебруар 2023) био је учесник Народноослободилачке борбе и генерал-мајор Југословенске народне армије.

## Биографија
Рођен је 25. маја 1925. године у Плашком. Основну школу и два разреда грађанске школе завршио је у Плашком. Од 1939. године до почетка Другог светског рата завршио је два разреда Војно-занатске школе, Војно-техничког завода у Крагујевцу, који је у том крају био један од центара радничког покрета и комунистичких идеја. Под утицајем такве средине већ као петнаестогодишњак почео је да обликује своје комунистичке и револуционарне идеале које је непоколебљиво следио у свим бурним ратним и мирнодопским околностима.

### Народноослободилачка борба
По повратку у родни крај 1941, као шеснаестогодишњи младић, активно је учествовао у организацији устанка. Нарочито се истакао на организацији и припреми омладине за Народноослободилачку борбу.
Кад је завршио партизанску официрску школу, прву на простору окупиране Југославије, као најмлађи слушалац, убрзано је напредовао од десетара, политичког делегата вода, политичког комесара чете и у осамнаестој години постао политкомесар батаљона. Од августа 1944. године, после другог тежег рањавања, до краја рата био је на дужности штабног официра у Главном штабу Народноослободилачке војске Хрватске и рат завршио у чину капетана.

### Послератни период
После рата, провео је седамнаест година на разним дужностима у Персоналној управи и Генералштабу Југословенске народне армије (ЈНА) и Команди армијске области у Сарајеву, а пре крај војне каријере у Центру за стратегијска истраживања, одакле је преведен у резерву и пензионисан у чину генерал-мајора ЈНА.
Завршио је Вишу војну академију и Ратну школу Југословенске народне армије са високим оценама.
По завршетку једногодишње школе страних језика и специјализације језика у Енглеској, био је годину дана на дужности у Команди међународних снага (УНЕФ) на Синају, у Египту.
Као заменик команданта Оперативног штаба, руководио је акцијом у ликвидацији убачене диверзантско-терористичке групе на ширем рејону Бугојна (планина Радуша), 24. јуна 1972. године.
Учествовао је у изради документа „Основи доктрине општенародне одбране“ и других важних докумената, чиме је знатно допринео развоју ратне војне доктрине.
Био је покретач и један од организатора припреме и издавања књиге „Плашчанска долина и околица у НОП-у“. Успешно је са изабраним сарадницима (ратним друговима и угледним историчарима), допринео обликовању, писању и издавању ове књиге.
Иако просторно веома удаљен, никад није прекинуо везу са родним крајем. Укључивао се у све значајније политичке, привредне, културне и друге акције и манифестације, нарочито приликом обележавања 27. јула, Дана устанка у Хрватској. После пензионисања, успешно је осам година обављао дужност председника Градског одбора Удружења резервних војних старешина у Београду. Упоредо је био активан и у другим друштвено-политичким организацијама, нарочито у Савезу комуниста. Тако је у једном интервјуу 1985. године у „Политици“ анализирао девијантна скретања у Савезу комуниста и визионарски указао на последице таквог стања. Као делегат на Десетом конгресу Савеза комуниста Србије, 1986. године, указао је на бујање национализма у свим републикама, што је битно угрожавало интегритет и друштвени поредак Југославије, да су руководства СКЈ главни кривац за такво стање и заложио се за реформу СКЈ, без чије реформе не може бити ни реформе друштва.

### 1990-е
Увиђајући озбиљну опасност, која је претила Србима у Хрватској, па и у Плашчанској долини, у Београду је 1991. године основао мултиетничко Удружење грађана Плашког. У име тога удружења је 1992. године водио интензивну преписку са Сајрусом Венсом, личним изаслаником генералног секретара Уједињених нација и Марком Голдингом, посредником за мировне операције, залажући се да се Плашчанска долина укључи у границе такозване „Ружичасте зоне“ и тиме спречи једнострана акција Загреба.
Са 54 пензионисана генерала и адмирала Југословенске народне армије са територије Лике и Далмације, потписао је апел за мир упућен хрватским и српским представницима, захтевајући да преовлада разум и грађански мир и да се спорна питања решавају дијалогом и демократским путем, а не грађанским ратом и територијалним прекрајањима, јер као ратници најбоље знају шта рат доноси.
Један је од оснивача невладине организације у Београду, Друштва за истину о Народноослободилачкој борби и Југославију. Бројним активностима у овом друштву и ван њега — на јавним скуповима и чланцима у разним новинама — упорно се бори против извртања историјских чињеница и фалсификовања историје.
Преминуо је 3. фебруара 2023. године у Београду. Сахрањен је уз војне почасти на Новом гробљу у Београду.
Носилац је Партизанске споменице 1941. Одликован је и бројним ратним и мирнодопским југословенским одликовањима, међу којима су — Орден народне армије са ловоровим венцем, Орден за војне заслуге са великом звездом, Орден за храброст, Орден народне армије са златном звездом и Орден партизанске звезде са пушкама. Добитник је и неколико јавних признања. Године 1973. уручено му је Признање и захвалност за предан револуционарни рад и успешно руковођење јединицама ЈНА, од стране Јосипа Броза Тита.